# Noheji, Aomori
Noheji (野辺地町 Noheji-machi) là thị trấn thuộc huyện Kamikita, tỉnh Aomori, Nhật Bản. Tính đến ngày 1 tháng 10 năm 2020, dân số ước tính thị trấn là 12.374 người và mật độ dân số là 150 người/km2. Tổng diện tích thị trấn là 81,68 km2.

## Địa lý

### Đô thị lân cận
- Tỉnh Aomori
  - Yokohama
  - Tōhoku
  - Rokkasho
  - Hiranai

### Khí hậu
| Dữ liệu khí hậu của Noheji, Aomori       | Dữ liệu khí hậu của Noheji, Aomori | Dữ liệu khí hậu của Noheji, Aomori | Dữ liệu khí hậu của Noheji, Aomori | Dữ liệu khí hậu của Noheji, Aomori | Dữ liệu khí hậu của Noheji, Aomori | Dữ liệu khí hậu của Noheji, Aomori | Dữ liệu khí hậu của Noheji, Aomori | Dữ liệu khí hậu của Noheji, Aomori | Dữ liệu khí hậu của Noheji, Aomori | Dữ liệu khí hậu của Noheji, Aomori | Dữ liệu khí hậu của Noheji, Aomori | Dữ liệu khí hậu của Noheji, Aomori | Dữ liệu khí hậu của Noheji, Aomori |
| Tháng                                    | 1                                  | 2                                  | 3                                  | 4                                  | 5                                  | 6                                  | 7                                  | 8                                  | 9                                  | 10                                 | 11                                 | 12                                 | Năm                                |
| ---------------------------------------- | ---------------------------------- | ---------------------------------- | ---------------------------------- | ---------------------------------- | ---------------------------------- | ---------------------------------- | ---------------------------------- | ---------------------------------- | ---------------------------------- | ---------------------------------- | ---------------------------------- | ---------------------------------- | ---------------------------------- |
| Cao kỉ lục °C (°F)                       | 12.2 (54.0)                        | 17.2 (63.0)                        | 20.7 (69.3)                        | 26.5 (79.7)                        | 28.4 (83.1)                        | 32.2 (90.0)                        | 33.0 (91.4)                        | 35.6 (96.1)                        | 32.6 (90.7)                        | 28.5 (83.3)                        | 21.9 (71.4)                        | 18.0 (64.4)                        | 35.6 (96.1)                        |
| Trung bình ngày tối đa °C (°F)           | 1.6 (34.9)                         | 2.3 (36.1)                         | 6.2 (43.2)                         | 11.9 (53.4)                        | 17.1 (62.8)                        | 20.4 (68.7)                        | 24.2 (75.6)                        | 25.8 (78.4)                        | 23.0 (73.4)                        | 17.2 (63.0)                        | 10.8 (51.4)                        | 4.4 (39.9)                         | 13.7 (56.7)                        |
| Trung bình ngày °C (°F)                  | −0.7 (30.7)                        | −0.5 (31.1)                        | 2.6 (36.7)                         | 7.3 (45.1)                         | 12.4 (54.3)                        | 16.0 (60.8)                        | 20.4 (68.7)                        | 22.1 (71.8)                        | 19.1 (66.4)                        | 13.2 (55.8)                        | 7.3 (45.1)                         | 1.6 (34.9)                         | 10.1 (50.1)                        |
| Tối thiểu trung bình ngày °C (°F)        | −3.5 (25.7)                        | −3.5 (25.7)                        | −1.2 (29.8)                        | 2.5 (36.5)                         | 8.2 (46.8)                         | 12.5 (54.5)                        | 17.5 (63.5)                        | 19.1 (66.4)                        | 15.2 (59.4)                        | 8.7 (47.7)                         | 3.5 (38.3)                         | −1.4 (29.5)                        | 6.5 (43.7)                         |
| Thấp kỉ lục °C (°F)                      | −12.3 (9.9)                        | −11.1 (12.0)                       | −10.7 (12.7)                       | −4.7 (23.5)                        | −1.0 (30.2)                        | 4.9 (40.8)                         | 11.8 (53.2)                        | 12.6 (54.7)                        | 5.7 (42.3)                         | 0.9 (33.6)                         | −4.3 (24.3)                        | −8.1 (17.4)                        | −12.3 (9.9)                        |
| Lượng Giáng thủy trung bình mm (inches)  | 81.5 (3.21)                        | 66.4 (2.61)                        | 84.2 (3.31)                        | 75.5 (2.97)                        | 82.4 (3.24)                        | 89.5 (3.52)                        | 137.0 (5.39)                       | 196.8 (7.75)                       | 148.0 (5.83)                       | 132.5 (5.22)                       | 85.0 (3.35)                        | 109.8 (4.32)                       | 1.291,1 (50.83)                    |
| Lượng tuyết rơi trung bình cm (inches)   | 116 (46)                           | 99 (39)                            | 51 (20)                            | 4 (1.6)                            | 0 (0)                              | 0 (0)                              | 0 (0)                              | 0 (0)                              | 0 (0)                              | 0 (0)                              | 8 (3.1)                            | 97 (38)                            | 375 (147.7)                        |
| Số ngày giáng thủy trung bình (≥ 1.0 mm) | 17.0                               | 14.4                               | 12.5                               | 9.9                                | 9.8                                | 8.7                                | 10.7                               | 10.9                               | 11.1                               | 12.3                               | 14.3                               | 18.2                               | 149.8                              |
| Số ngày tuyết rơi trung bình (≥ 3 cm)    | 13.6                               | 11.2                               | 5.9                                | 0.6                                | 0                                  | 0                                  | 0                                  | 0                                  | 0                                  | 0                                  | 1.0                                | 10.1                               | 42.4                               |
| Số giờ nắng trung bình tháng             | 74.3                               | 94.8                               | 153.3                              | 192.7                              | 210.0                              | 166.1                              | 136.4                              | 148.5                              | 160.7                              | 150.3                              | 96.0                               | 70.1                               | 1.651,6                            |
| Nguồn: Cục Khí tượng Nhật Bản            |                                    |                                    |                                    |                                    |                                    |                                    |                                    |                                    |                                    |                                    |                                    |                                    |                                    |